# Zar
Zar (bulgarisch und serbisch цар oder russisch царь anhörenⓘ; aus alt-bulgarisch цѣсарь, кесар, das auf lateinisch Caesar zurückgeht) war der höchste Herrschertitel in Bulgarien, Serbien und Russland. Der Begriff Zar wird gemeinhin mit dem Zarentum Russland in Verbindung gebracht, obwohl der bulgarische Herrscher Simeon I. (893–927) der erste war, der diesen Titel in Anerkennung seiner Verdienste um das Erste Bulgarische Reich erhalten hat. Im Zusammenhang mit der Idee des Dritten Roms ist der Zarentitel ein Symbol für die Nachfolger Roms und für die imperialen Ansprüche eines Monarchen.
Die weibliche Form ist Zarin („Kaiserin“; bulgarisch, serbisch und russisch царица zariza). Der russische Thronfolger, in der Regel der Sohn des Zaren, trug während der Regentschaft seines Vaters den Titel Zarewitsch, die Töchter Zarewna.
Das Herrschaftsgebiet eines Zaren wird auch als Zarenreich bezeichnet, insbesondere beim russischen Zarenreich.

## Etymologie
Der Titel ist besonders durch die neuzeitlichen Monarchen Russlands bekannt, wurde aber schon im Mittelalter in Bulgarien und Serbien verwendet. Seinen sprachlichen Ursprung hat der Titel außerhalb der slawischen Welt. Die Bezeichnung entwickelte sich wie das gotische kaisar (4. Jahrhundert n. Chr.) aus dem römischen Herrschertitel Caesar, letztlich zurückzuführen auf den römischen Staatsmann Gaius Iulius Caesar. Als Synonym für den byzantinischen Titel basileus und den lateinischen imperator gelangte das Wort als Lehnwort in die slawischen Sprachen. Aufgrund der Rivalität der slawischen Herrscher mit dem Byzantinischen Reich distanzierte sich das slawische Derivat Zar bewusst von der lateinischen Ursprungsform und sollte wie die konkurrierenden Titel die imperialen Ansprüche des Titelträgers bekräftigen.

## Südslawen

### Bulgarien
Die bulgarischen Herrscher hofften immer auf die Legitimation über Byzanz und die Anerkennung der eigenen Macht. So galt Konstantinopel bis zum Untergang als das geistige Zentrum der orthodoxen Christenheit. Die Herrschaftslegitimation bei den Südslawen suchte daher meistens die Nähe zu Byzanz und benutzte Rom oftmals als Druckmittel gegen den Patriarchen in Konstantinopel. Bereits der bulgarische Herrscher Terwel (700–721) trug den Titel Caesar, der ihm von Justinian II. für seine Verdienste während der zweiten Belagerung von Konstantinopel (717–718) verliehen wurde.
Offiziell scheint der Titel „Zar“ schon vom Herrscher Boris I. Michail (853–890) verwendet worden zu sein. Der Titel ist zum ersten Mal in Bulgarien im 10. Jahrhundert für Simeon I. (893–927) und seinen Sohn Peter I. (927–969) durch die Grabinschrift des Itschirgu-Boil (der dritte Mann im bulgarischen Staat nach dem Khan und dem Kawkhan) namens Mostitsch (bulgar. Мостич) historisch belegt. Die Grabinschrift wurde 1952 bei archäologischen Grabungsarbeiten von St. Waklinow in der sogenannten Mostitsch-Kirche in der Innenstadt des alten Verwaltungszentrums Preslaw gefunden. Wissenschaftler gehen heute davon aus, dass das steinerne Monument in den fünfziger, spätestens in den sechziger Jahren des 10. Jahrhunderts geschaffen wurde. Der Text des Denkmals lautet (auf Altbulgarisch und übersetzt):

„Сьдє лєжитъ Мостичь чрьгоѵбъɪля бъɪвъɪи при Сѵмеонѣ цр҃и и при Пєтрѣ цр҃и ос(м)иѫ жє дєсѧть лѣтъ съɪ оставивъ чрьгоѵбъɪльство ї вьсе їмѣниѥ бъɪстъ чрьноризьць ї въ томь сьврьши жизнь своиѫ.“

„Hier ruht Mostitsch, Itschirgu-Boil unter Zar Simeon und Zar Petar. Mit 80 Jahren verließ er sein Amt, gab sein ganzes Vermögen auf, wurde Mönch und so endete sein Leben.“

Die Grabinschrift wird im Archäologischen Museum Weliki Preslaw aufbewahrt.
Simeon I. trug seit 917 nach byzantinischem Vorbild den griechischen Titel βασιλεύς „Basileus aller Bulgaren und Griechen“. Er schaffte es, durch seine erfolgreichen Feldzüge gegen Byzanz den Zarentitel zu legitimieren und die Anerkennung als gleichwertiger Augustus  bzw. Basileus neben Kaiser Berengar I. und dem byzantinischen Kaiser zu erhalten.
Da er um die Bedeutung der Kirche für seine Legitimation wusste, schuf er eine autokephale Kirche, die dem Patriarchen von Konstantinopel Konkurrenz machen sollte. 927 wurde Preslaw Sitz des bulgarisch-orthodoxen Patriarchats. Dieser Abfall der Kirche von ihrem Patriarchat und die Schaffung einer autonomen Kirchenstruktur festigten die Legitimationsbasis für den bulgarischen Zaren und sind Zeichen dafür, dass sich Simeon I. von Byzanz emanzipieren konnte. Dieser Ausnahmezustand einer autokephalen bulgarischen Kirche wurde nach dem Einfall der Lateiner nur noch ein Mal im Zweiten Bulgarischen Reich erreicht. Die nachfolgenden bulgarischen Herrscher trugen den Zarentitel bis zum letzten bulgarischen Zaren Iwan Schischman am Ende des 14. Jahrhunderts bis zum Einfall der Osmanen und der Eroberung der Hauptstadt Tarnowo 1393. Durch die folgende Unterstellung der bulgarischen Kirche unter den Primat des Patriarchats in Konstantinopel endete auch das Zweite Bulgarische Reich.
Seit 1908 trugen die bulgarischen Herrscher erneut den Zarentitel: Ferdinand I., Boris III. und Simeon II., obwohl letztere drei im Westen als „Könige“ tituliert wurden. 1946 endete das Zarentum Bulgarien und Bulgarien wurde Volksrepublik.

### Serbien
In Serbien erklärte sich im Jahre 1345 Stefan Uroš IV. Dušan in der damaligen Hauptstadt des serbischen Reiches Skopje zum ersten Zaren der Serben und Griechen. Ein Jahr später wurde er nach der Erhebung der Serbisch-Orthodoxen Kirche vom Rang eines Erzbistums in der Rang eines Patriarchats vom ersten Serbischen Patriarchen offiziell zum Zaren gekrönt, da in der orthodoxen Welt Kaiser nur durch Patriarchen gekrönt werden konnten. Als Zar erhob Stefan Uroš IV. Dušan Anspruch auf die Nachfolge der oströmischen/byzantinischen Kaiser. Sein Sohn Stefan Uroš V. trug ebenfalls den Titel, wobei das Reich nach seinem Tod aufgrund einer Nachfolgekrise zerbrach. Im 16. Jahrhundert regierte ein selbsternannter Zar Jovan Nenad im Gebiet der heutigen Vojvodina. Die serbischen Könige der Neuzeit trugen den Titel „kralj“.

## Zarentum Russland

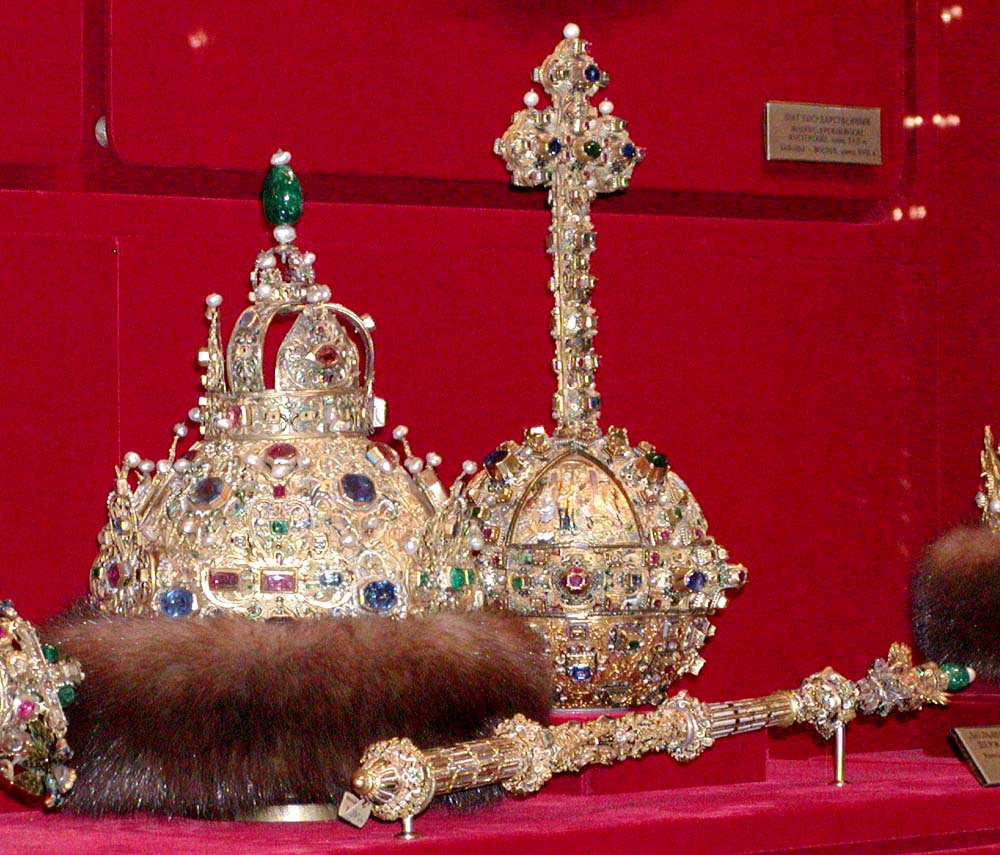
Insignien des Zaren Michael I.

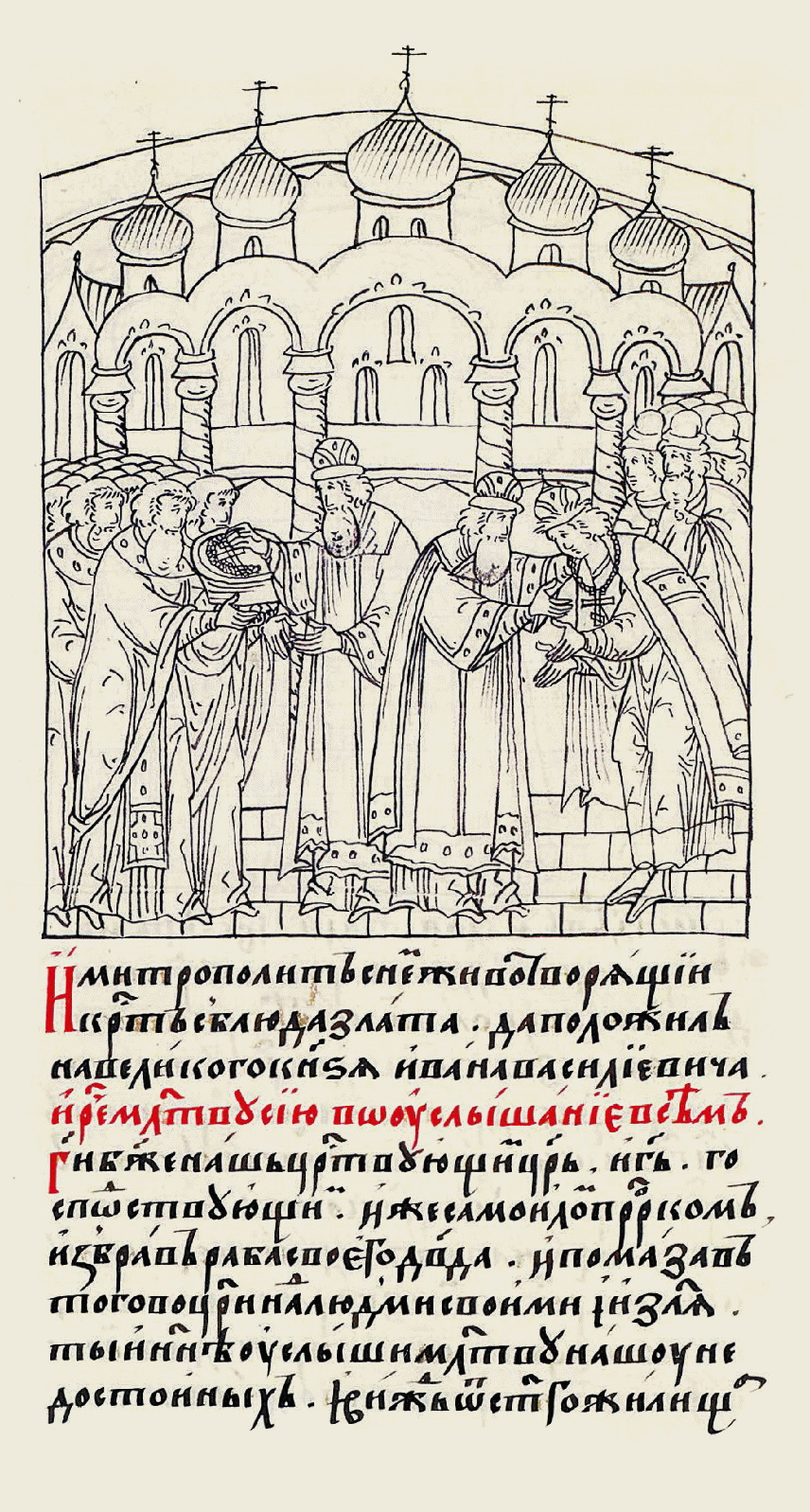
Darstellung der Krönung Iwans IV.
(Holzschnitt aus der Bilderserie im „Buch des Zarentums“ von 1547)

Der russische Zarentitel hat nicht unmittelbar einen weltlichen Ursprung am Hof der russischen Herrscher, vielmehr ist er kirchlicher Natur und lässt sich fast bis zu den Anfängen der russischen Geschichte zurückverfolgen.
Bereits die Kiewer Rus bezeichneten den byzantinischen Basileus als Zaren; die kaiserliche Residenzstadt Konstantinopel trägt in altrussischen Quellen den Namen Carigrad (Kaiserstadt). Vom 13. Jahrhundert an war der Zarentitel in Russland nicht mehr nur für die byzantinischen Kaiser reserviert. Vielmehr wurde er allen unabhängigen Herrschern gewährt, die in der russischen Sprache keine traditionellen Titel wie König oder Fürst trugen. Es handelte sich somit bei dem Zarentitel um eine allgemeine Bezeichnung für einen Herrscher. Er konnte ohne eine spezielle Definition für jeden Regenten benutzt werden, unabhängig von dessen eigentlichem Titel. So bezog sich der Titel auf mongolische Großkhane, Khane der Goldenen Horde und auf Herrscher tatarischer Nachfolgekhanate. Russische Fürsten führten den Zarentitel zunächst nicht. Er wurde nur in wenigen Ausnahmefällen verwendet, um nach dem Tod einer Person auf ihre besonderen Verdienste oder ihre Frömmigkeit hinzuweisen. In alten religiösen Texten wurden vereinzelt russische Herrscher post mortem als Zaren tituliert.
Der erste russische Herrscher, der mit Sicherheit mit dem Titel Zar bedacht wurde, ist der Heilige Wladimir I., Großfürst von Kiew (960–1015). Der Titel fand aber auf rein persönlicher und nicht institutioneller Ebene Verwendung. Auch wenn der Titel häufig genutzt wurde, so ersetzte er doch nie den Status Wladimirs als Großfürsten und wurde niemals auf die weltliche Herrschaft Wladimirs ausgedehnt.
Das kirchliche Vakuum, das nach dem Untergang Konstantinopels 1453 entstand, füllte erst das aufstrebende Moskauer Reich wieder, das sich 1480 von der tatarischen Herrschaft endgültig befreite. Es bediente sich dabei alter Legitimationsmechanismen, die bereits die Bulgaren vorher entwickelt hatten. Dies wurde nötig, da nach dem Fall Konstantinopels 1453 die Orthodoxe Kirche nicht mehr durch einen Kaiser beschützt wurde. So begannen im 15. Jahrhundert die Moskauer Großfürsten (russ. Welikij Knjas) vor allem gegenüber dem Ausland einen Anspruch auf den Zarentitel zu erheben.
Im Zusammenhang mit dem Titel des gosudár′ vsejá Rusí („Herrscher der ganzen Rus“, eine Titelergänzung des Großfürstentitels) war dies nötig wegen der internationalen Anerkennung ihres Großfürstentitels. Das Großfürstentum Litauen, dessen Großfürsten selbst im Titel den Passus „vieler russischer Länder Herrscher“ trugen, verweigerte dem Moskauer Großfürsten bis zum aufgedrängten Waffenstillstand von 1494 die Anerkennung als „Herrscher der ganzen Rus“. Sie sahen in dem russischen Titel die Ankündigung eines politischen Plans: Aus dem Zusatz „der ganzen Rus“ deuteten sie einen Anspruch auf ein größeres territoriales Gebiet, als zu dieser Zeit vom Großfürstentum Moskau beherrscht wurde. Iwan III. war der erste russische Großfürst, der den Zarentitel während seiner Regierungszeit (1462–1505) für sich im Kontakt mit dem Ausland gebrauchte. Das „Zarentum“ und der Titel „Zar“ wurde nun in Russland ausdrücklich mit der Orthodoxie verbunden und es war Iwan III., der als erster die Rolle des Verteidigers der Christenheit gegen die Heiden – und damit die Rolle eines echten Zaren – für sich beanspruchte. Der Zarentitel war durch den Fall Konstantinopels 1453 und die Beendigung der tatarischen Fremdherrschaft über Russland frei geworden, und Iwan III. begann ihn gelegentlich für sich inoffiziell im Verkehr mit aus russischer Sicht schwächeren Mächten zu gebrauchen.
Es verging nach Iwan III. noch fast ein halbes Jahrhundert, bis der erste russische Herrscher zum Zaren gekrönt wurde; dies war 1547 Iwan IV. Bei der Annahme des Titels ging es dem Moskauer Herrscher nicht darum, ein Teil des europäischen Staatensystems zu werden, sondern den Titel als Ausdruck der Unabhängigkeit und Selbständigkeit des Moskauer Reiches zu führen.
Aufgrund der fehlenden Legitimation und Anerkennung des russischen Zarentitels als Kaisertum durch die europäischen Mächte (→ Zweikaiserproblem) und des erfolgreichen Abschlusses des Großen Nordischen Kriegs am 22. Oktober 1721 nahm Peter I. den Titel „allrussischer Kaiser“ (imperator wsjerossijskij) auf Antrag des Senats offiziell an und erhob damit den Anspruch auf formelle Gleichstellung seines zur Großmacht aufgestiegenen Reiches mit den führenden Staaten Europas. Aus dem Zarentum Russland wurde das Russische Kaiserreich (Rossijskaja imperija). Beginnend von der altmoskowitischen Reichsidee, der religiösen Reinerhaltung des russischen Staates mit der „allein seligmachenden Orthodoxie“ als des Dritten Roms, hatte sich das Russische Reich durch die Kaiserproklamation Kaiser Peters I. 1721 um eine überreligiös-weltliche („Imperator“ hat keine religiöse Bedeutung) und imperiale Komponente erweitert.
Dabei sollte die Kaiserwürde nicht neben die Zarenwürde treten, sondern diese ablösen. Der offizielle Titel der russischen Herrscher begann von nun an mit „Imperator und Selbstherrscher (‚Samodéržec‘) von ganz Russland, Moskau, Kiew, Wladimir, Nowgorod“. Der Zarentitel blieb in Bezug auf die ehemals tatarischen Gebiete Kasan, Astrachan und Sibir erhalten und wurde später auf weitere Territorien ausgedehnt. Nikolaus II. nannte sich „Zar von Kasan“, „Zar von Astrachan“, „Zar von Polen“, „Zar von Sibirien“, „Zar des Taurischen Chersonesos“ und „Zar von Georgien“.
In Erlassen zur Innenpolitik benutzte der Kaiser aber weiterhin auch den alten Titel. In Westeuropa ist es bis heute üblich, vom russischen Zaren zu sprechen. Was man damit trifft, war nicht der geltende Würdeanspruch des Kaiserreichs, sondern das Fortleben der spezifisch russischen Wirklichkeit in Form des Moskauer Zarenreiches, das als Grundlage des neuen Imperiums diente.
Der Großfürstentitel wurde in der Neuzeit für alle nicht regierenden Mitglieder der Kaiserfamilie (außer dem Kaiser und/oder der Kaiserin) verwendet, wobei der jeweilige Thronfolger seit 1797 den Titel Zarewitsch bzw. Zarewna trug. Seit der dynastischen Hausordnungsreform des Kaisers Alexander III. (modifiziert 1886) durften nur noch jüngere Kaisersöhne und deren jeweilige eigene Kinder den Titel eines „Großfürsten“ oder einer „Großfürstin“ tragen, weitere Verwandte wurden zu „Fürsten“ bzw. „Fürstinnen“ herabgestuft.
1917 wurde mit der Februarrevolution der letzte russische Kaiser Nikolaus II., der einen nachrangigen Zarentitel in seiner Herrschertitulatur trug, zur Abdankung gezwungen.